# بیلانبا د ساو
بیلانبا د ساو (به اسپانیایی: Vilanova de Sau) یک شهرستان در اسپانیا است که در بارسلون واقع شده‌است.

## خصوصیات
بیلانبا د ساو ۵۸٫۹۰ کیلومترمربع مساحت و ۳۳۰ نفر جمعیت دارد و ۵۵۸ متر بالاتر از سطح دریا واقع شده‌است.